# Патель, Мин
Минал Махеш Патель (англ. Minal Mahesh Patel, род. 7 июля 1970, Бомбей) — английский крикетист индийского происхождения, вышедший на пенсию и дважды принимавший участие в тестовых матчах за сборную Англии по крикету. Он был праворуким бэтсменом и медленным леворуким боулером, который в основном выступал за крикетный клуб графства Кент. С 2018 года он является тренером второй команды «Кент».
Патель родился в Бомбее (ныне Мумбаи) и получил образование в Англии в Дартфордской грамматической школе, а затем в Манчестерском политехническом институте. Дебют Пателя в первом классе крикета за «Кент» состоялся в конце английского крикетного сезона 1989 года в матче против «Мидлсекса». В последующие сезоны он стал постоянным игроком «Кента», а в 1994 и 1995 годах «брал калитки для удовольствия»; действительно, в 1994 году он стал лучшим игроком в Англии по количеству калиток — 90 при среднем показателе боулинга 22,86. Поле на домашней площадке Кента, стадионе Святого Лаврентия, начали готовить специально для спин-боулинга Пателя и Карла Хупера, несмотря на то, что домашняя команда также могла похвастаться атакой по шву мяча в лице Алана Игглсдена, Мартина МакКага, Дина Хедли и Дункана Спенсера.
В 1996 году Патель дебютировал в тестах против страны своего рождения — Индии. Один из семи игроков, дебютировавших в матче в Эджбастоне, Патель не смог оказать влияния на «зеленую калитку», сыграв всего десять оверов в матче. Англия одержала победу с разницей в восемь калиток. Оставшись в запасе на второй тест в Лордсе, он вернулся на третий тест в Трент-Бридж. И снова Патель испытывал трудности на поле, не приспособленном для спин-боулинга, однако ему удалось взять свою первую (и последнюю) тестовую калитку: мяч после удара Санджая Манджрекара был пойман Грэмом Хиком.
Карьера Пателя оказалась под угрозой в 1997 году, когда из-за травм, полученных во время преподавания физкультуры и во время игры за клуб, он выбыл из строя на большую часть сезона. Он вернулся в следующем сезоне и стабильно выступал за клуб на протяжении следующих восьми сезонов.
Патель присоединился к команде «Сентрал Дистриктс» на один сезон зимой 2005/2006 года, где доказал свою пользу, взяв шесть калиток в финале чемпионата Новой Зеландии. В результате команда победила. Это произошло после того, как он был упомянут в связи с возможным отзывом в состав сборной Англии в качестве замены Эшли Джайлсу в туре по Пакистану.
После повторяющейся травмы локтя он объявил о своём уходе из первоклассного крикета в начале сезона 2008 года.